# 안희재
안희재(安熙宰, 1956년 12월 29일 ~ )는 대한민국의 아나운서이다.

## 경력
- 1978년 ~ 2014년 12월 KBS 5기 공채 아나운서

## 학력
- 숙명여자고등학교
- 이화여자대학교 불어불문학과

## 진행
- 1981년 : 누가누가 잘하나, 토요초대석, 노래의 꽃다발
- 1981년 : 원예, 여성백과
- 1983년 : 가정뉴스, 당신의 밤과음악, 일요미술학교
- 1984년 ~ 2014년 : 오후의 교차로, 저녁의 클래식, 새아침의 클래식, 할아버지 할머니 안녕하세요, 세계유도선수권대회 영, 불어 사회, KBS 930 뉴스, 아침종합뉴스, 정오종합뉴스, 정시뉴스, 저녁종합뉴스, 중학생퀴즈, 나의 삶 나의 보람, KBS 뉴스타임, 선거방송, 내레이션, 연말특집방송 등 진행
- 2014년 : KBS1 《KBS 뉴스 (930)》 (대리진행) (2014년 5월 29일 ~ 2014년 6월 5일)

## 수상 경력
- 2013년 한국아나운서연합회 한국아나운서대상 아나운서 클럽상